# 2013年義大利公開賽
2013年義大利公開賽于2013年5月13日至5月19日在義大利羅馬舉行，是一項男女合辦的賽事，在ATP也稱羅馬大師1000賽，場地為室外紅土，爲第70屆賽事，在ATP為大師1000系列賽；在WTA為四項女子皇冠明珠賽之一。

## 冠軍

### 男子單打
拉斐爾·納達爾 擊敗  羅傑·費德勒（6–1、6–3）
- 這是納達爾今年第六座冠軍，也是生涯第56座冠軍。

### 女子單打
沙蓮娜·威廉絲 擊敗  維多利亞·阿扎倫卡（6–1、6–3）
- 這是小威廉絲今年第五座冠軍，也是生涯第51座冠軍。

### 男子雙打
馬塞爾·格拉諾勒斯 /  馬克·洛佩斯 擊敗  馬赫什·布帕蒂 /  羅翰·波柏納（6–2、6–3）

### 女子雙打
謝淑薇 /  彭帥 擊敗  薩拉·埃拉尼 /  羅貝塔·文西（4–6、6–3、[10–8]）

## 外部連結
- 官方網站